# آلبرت لی (مینه‌سوتا)
آلبرت لی  (به انگلیسی: Albert Lea) شهری در شهرستان فری‌بورن ایالت مینه‌سوتا در کشور ایالات متحده آمریکا است که جمعیت آن در سرشماری سال ۲۰۱۰ میلادی، ۱۸۰۱۶ نفر بوده‌است.